# Panzer Battles
Panzer Battles est un jeu vidéo de type wargame créé par Roger Keating et Ian Trout et publié par Strategic Studies Group en 1989 sur Apple II, Commodore 64 et DOS. Le jeu simule les affrontements entre l’Allemagne et l’Union Soviétique sur le front de l’Est pendant la Seconde Guerre mondiale. Le mode de jeu est conçu pour un seul joueur.

## Accueil
| Panzer Battles |      |       |
| Média          | Nat. | Notes |
| Amiga Format   | US   | 69 %  |
| Gen4           | US   | 33 %  |
| Joystick       | US   | 95 %  |